# Edzard Adolf von Petkum
Edzard Adolf von Petkum (* 12. Februar 1643 in Aurich; † 2. Mai 1721 in Rostock) war ostfriesischer Vizekanzler und mecklenburgischer erster Minister. Am 14. Juni 1692 wurde er mit seiner Frau in Wien nobilitiert.

## Herkunft
Er war der Sohn des Noah von Petkum und der Anna Stammler, einer Schwester des späteren Kanzlers Johann Heinrich Stamler. Petkum war von 1627 bis 1652 Rentmeister im Amt Aurich. Wegen finanzieller Unregelmäßigkeiten wurde er entlassen und musste Schadensersatz leisten.

## Leben
Petkum studierte im Sommer 1667 Jura an der Universität Jena. Er machte danach zahlreiche Reisen und ließ sich dann in Hamburg nieder, wo er gute Kontakte an den dänischen Königshof pflegte. 1671 ging er als Legationssekretär in dänische Dienste. Ab dem 20. Juli 1676 zum Regierungsrat in Oldenburg ernannt. Dabei vertrat er auch Dänemark am Reichstag in Regensburg.
König Christian V. verlieh Petkum im Jahr 1680 ein Ritterwappen. Durch seine Heirat mit Magdalene Sybilla von Schacht, deren Familie den Drosten von Berum stellte, bekam er Kontakte nach Ostfriesland. Petkum erhielt 1691 das Amt des Drosten und baute das Gut Schloßfeld bei Nesse, wo er 1689 das Niederjagdrecht erhielt. Aber erst 1690 verließ er offiziell sein Amt in Oldenburg. Im April 1691 wurde er dann auch Drost von Norden, wo er Teile seines alten Familienbesitzes kaufte. Er erhielt im Herbst 1692 das für ihn geschaffene Amt als Kammerpräsident und 1693 auch den Titel des Regierungspräsidenten. Zusammen mit Heinrich Avemann regierte er damit faktisch Ostfriesland. Für den Fürsten Christian Eberhard handelte er 1693 den „Hannoverischen Vergleich“ mit den Landständen aus. Seine Versuche aber, die fürstliche Regierung zu stärken und die Finanzen des Landes zu regeln, scheiterten. 1697 trat er dann von seinen Ämtern zurück und ging wieder nach Hamburg.
Im Februar 1699 kam er als Präsident und Geheimer Rat in den Dienst des Herzogs Adolf Friedrich von Mecklenburg. Eigentlich galt in Mecklenburg die Primogenitur, aber mit Hilfe der Schweden wollte Adolf Friedrich gegen seinen Neffen Friedrich Wilhelm vorgehen. Petkum sollte hier helfen. Unter Anwendung aller rechtlichen und diplomatischen Möglichkeiten kommt es 1701 zu einem Vergleich: Mecklenburg wird in Mecklenburg-Schwerin und Mecklenburg-Strelitz geteilt, eine Teilung, die bis 1934 Bestand hatte.
Vom Kaiser Leopold I. erhielt er 1704 den Titel eines Reichshofrates. Er verließ Adolf Friedrich und schloss sich zunächst dessen Neffen Friedrich Wilhelm und dessen Nachfolger an. Seine Versuche, sich hier gegen die Landstände durchzusetzen, machte ihn dort sehr unbeliebt und schwächte das Land für viele Jahre.
Im Jahr 1713 machte er einen Versuch, die Schweden aus Mecklenburg zu vertreiben. Im Nordischen Krieg stand deren Niederlage kurz bevor. Petkum wollte sich nun Russland annähern. So schlug er dem Herzog Carl Leopold vor, mit den Russen einen Kanal von Wismar bis an die Elbe zu bauen (einen Plan, den schon Wallenstein hatte). Russland hätte so eine Alternative zum Öresund gehabt. Dafür sollte der Herzog eine Nichte des Zaren heiraten. Davon realisierte sich nur die Heirat. Russische Truppen wurden in Mecklenburg stationiert, verließen es aber auf englischen Druck. Der hannoverische Minister Graf Bernstorff war mecklenburgischer Adliger und unterstützte nun die Vorherrschaft der Stände in Mecklenburg.
Am 3. Mai 1715 wurde Petkum erster Minister und versuchte teilweise mit Gewalt, eine absolutistische Herrschaft des Herzogs durchzusetzen. 1717 führte das zur kaiserlichen Reichsexekution gegen Mecklenburg. Russland und Preußen schlossen ein Verteidigungsbündnis, woraufhin Sachsen, Hannover und Österreich den Preußen mit einem Einmarsch drohten, falls es gegen die Exekution einschreiten sollte. Im März 1719 besetzten 12.000 Hannoveraner und Braunschweiger das Land ohne großen Widerstand; der Herzog floh nach Berlin, eine kaiserliche Kommission übernahm die Macht. Im August 1719 unterschrieb England Verträge, Preußen beim Erwerb von Schwedisch-Pommern zu unterstützen.
Petkum war also gescheitert und trat 1720 von seinem Posten zurück. Er kehrte nach Ostfriesland zurück. Er besuchte 1721 seine Familie in Rostock, wo er am 2. Mai verstarb.

## Familie
Petkum heiratete am 12. August 1678 Magdalene Sybilla von Schacht (* 6. August 1653; † 15. Februar 1682), eine Tochter von Eilard Schacht. Nach dem Tod seiner ersten Frau heiratete er Sophie Katharina von Schacht (* 15. Mai 1659; † 10. Juni 1732), eine Schwester des Drosten von Berum Friedrich Eilard von Schacht († 1690). Petkum und seine Frau wurden im Dom von Schleswig beigesetzt.